# Неуралгија
Неуралгија или неуропатски бол (од грч. речи neuron - нерв + algos - бол) неуролошка је болест изазвана лезијама периферних нерава са карактеристичним пароксизмалним болом и осећајем печења, у једном или више живаца (нерава) чији се нервни завршеци налазе по целом телу.
Неуралгија може бити изазвана инфекцојом, притиском суседних структура, старењем и другим медицинских стањима, а локализована у било ком делу тела.  
Карактерише се широким спектром болова (од подношљивих до веома јаких, попут оних код интеркосталне неуралгије, неуралгије тригеминуса и глософарингеалне неуралгије.  Напади јаког бола код неуралгије могу трајати од неколико секунди до неколико минута.
Како је подмукла по својој манифестацији (прикривајући се иза других  болести), нуралгија се у време напада може заменити са остеохондрозом, бубрежном коликом, срчаним ударом и другим болним синдромима. Изненадни болови са неуралгијом  често изазивају значајну нелагодност, или код дугог трајања патолошког процеса, могу довести до атрофије мишића.  
Одређени лекови и хируршке процедуре могу ефикасно лечити неуралгију.

## Историја
Најранији цитирани пример израза névralgie, је француског порекла, који је, према Ровланду, сковао Франсоа Шосије у својој табели Synoptique de la Névralgie из 1801. године, желећи да њиме означи „...промене код једног или више нерава које изазивају бол који је обично повременог, али често и интензивног карактера“. Карактеристике и претпостављена етиологија пронађени у медицинској литератури значајно су варирали током времена. 
Током деветнаестог века, предложене су различите локације за примарну лезију укључујући нервне корене, ганглије, стабла и гране, као и мозак и кичмену мождину. Године 1828, JC Warren и TJ Graham наведли су као узрок промене у стаблу или грани нерва који инервише уочено место бола, иако је Graham такође приписао неуралгију „морбидној осетљивости нервног система“ због „ велики поремећај општег здравља“. 
Teale је 1830. годије као и многи после њега тврдили да се узрок може налазити у кичменој мождини или корену нерва. Касније неки аутори истраживањеа су предложили да то може бити болест органа као што су материца или јетра, док су други класификовали одређене главобоље као неуралгије и предпостављали да емоционални стрес може да подстакне ово стање. 

## Етиологија
Неуралгија или неуропатски бол може се појавити из различитих разлога, али обично је узрокован повредом или болешћу која утиче на  централни нервни систем (мозак и кичмену мождину) или нерве који иду до мишића и органа. 
Узрок могу бити: 
- хипотермија,
- продужена физичка активност,
- повреда мозга, кичме или нерава
- лоше снабдевање нерава крвљу
- тешко тровање алкохолом,
- фантомски бол након ампутације,
- недостатак витамина Б12 или тиамина (витамина Б1).
- група провокативних фактора међу које спада  употреба јаких алкохолних пића.
- контакт са оловом, живом,
- узимање одређених лекова који негативно утичу на нервне коренове.
- инфламаторне болести мишићно-скелетног система;[10][11]
- тумори различите етимологије;
- присуство болести као што су мултипла склероза, атеросклероза, шећерна болест;
- нарушено снабдевања крвљу нервног ткива и његова хипоксија;
- хормонални поремећаји у кичми;
- прехладе (акутне респираторне инфекције, грип);
- дуг боравак у непријатном положају;
- хируршке интервенције у пределу нерва итд.
- срчани удар
- лечење рака зрачењем, операцијом или хемотерапијом
- заробљени нерви, као што је синдром карпалног тунела

Све ово заједно доводи до микротрауме нервних корена, а у тешким случајевима, болест захвата и цело нервно стабло. Отуда и различит интензитет неуропатског бола.
У нека стања повезана са нервним болом спадају и:
- Ишијас - изазван притиском на нерве доњег дела леђа који узрокује бол у нози праћен осећајем убода игла, утрнулост или слабост у нози.[12]
- Фибромиалгија  - синдром хроничног бола повезан са болом у различитим деловима тела. Узрок није добро схваћен, али може бити изазван емоционалним стресом и лошим сном. Можда постоје и генетски фактори.
- Периферна неуропатија - која се дешава када су периферни нерви (нерви који повезују мозак и кичмену мождину са остатком тела) оштећени. Узрокују га шећерна болест, аутоимуне болести и друга стања.

### Фактори ризика за неуралгију
Фактори ризика одређују се стањем здравља и разлозима за развој патолошког стања. На пример, неуралгија тригеминуса покреће сопствени механизам због компресије у лобањи. А ово је само један од могућих фактора. На листи су и повреде лобање и вилично-темпоралног зглоба, урођене аномалије у развоју костију, болести нервног система (мултипла склероза, церебрална парализа, менингитис), недостатак хранљивих материја у организму. Старост значајно повећава ризике, иако тригеминална неуралгија може изгледати слично интеркосталној неуралгији код било које особе. Психоемоционално преоптерећење, стрес, ендокрине патологије, хронични умор и хелминтијаза - све ово је такође на листи фактора ризика.  

## Врсте неуралгија

### Тригеминална неуралгија
Тригеминална неуралгија  је најчешћи тип неуралгије, познат и као  tic douloureux. Тригеминални нерв инервише различите делове лица, укључујући образе и вилицу. Неуралгију тригеминуса карактеришу изненадни напади бола који обично погађа само једну страну лица. Понекад особа осећа бол и на обе стране лица, и то наизменично. Бол може бити довољно јак да изазове грчеве мишића лица (тикове).
Неуралгију тригеминуса могу да приовоцирају и претворе  у мучне догађаје, свакодневне активности, као што је прање зуба или бријање, Чак и благи поветарац који дува у лице може изазвати бол. Познати узроци укључују мултиплу склерозу или туморе који притискају нерв. Најчешће оболевају жене старије од 50 година.

### Окципитална неуралгија
Иритација главног нерва који полази са задње стране лобање може изазвати окципиталну неуралгију. Ова врста главобоље или бола је тупа, пулсирајућа и локализована на потиљку. Бол понекад може укључивати и предео чела. Сумња се да напети мишићи или лигаменти могу притиснути нерв, изазивајући иритацију, упалу и накнадни бол. Други узроци могу укључивати вирусну инфекцију, повреду врата или лоше држање тела.

### Језично-ждрелнa неуралгија
Језично-ждрелнa неуралгија се састоји од понављајућих напада јаког бола у задњем делу грла, пределу близу крајника, задњем делу језика и делу уха. Бол је последица оштећења глософарингеалног нерва, који покреће мишиће грла и преноси информације из грла, крајника и језика до мозга.
Језично-ждрелнa неуралгија, чији је узрок често непознат, редак је поремећај, који обично почиње након 40. године живота и чешће се јавља код мушкараца. Језично-ждрелнa неуралгија понекад је и резултат абнормално позициониране артерије која компримира језично-ждрелни нерв близу места на коме излази из можданог стабла. Ретко, узрокована је и тумором у мозгу или врату.

## Клиничка слика
Уобичајена клиничка манифестација неуралгије је бол. У зависности од локације бола, одређује се врста болести. Најчешће неуралгије су вертеброгена, интеркостална (торакалгија) код мушкараца и жена, као и неуралгија тригеминалног нерва. Интензитет манифестација и клиничка слика  зависе од узрока који је довео до њене појаве. Када бол траје дуже од очекиваног времена за зарастање повреде (обично дуже од 3 месеца), познат је као хронични бол.  
Симптоми неуралгије могу се манифестовати са великом дозом подмуклости, па их не треба  потцењивати. 
Према клиничкој слици треба разликовати примарну од  секундарне неуралгије, као и њен однос са другим стањима у телу.  
- Примарна (есенцијална) неуралгија настаје сама од себе услед механичког оштећења нервних стабала.
- Секундарна неуралгија није независна болест јер се развија као споредни симптом основне болести.

Главни симптоми и знаци неуралгије су следећи:
{{|}}* осећај укочености и трзања мишића;
- неугодност при палпацији главног места бола;
- свраб и пецкање пре почетка напада;
- повећано знојење у пазуху;
- појављивање и нестанак непријатних сензација;
- оток и црвенило коже;
- промене у осетљивости коже.

Нервни бол се разликује од бола који осећамо када се посечемо или опечемо (назива се ноцицептивни бол). Та врста бола је обично оштар осећај или туп бол који нестаје када се ткиво зацели.
Нервни бол се често описује као осећај пуцања, убода или печења. Кожа може утрнути на лагани додир или топле предмете. Понекад ствари које обично нису болне могу изазвати бол (нпр. контакт са постељином).
Нералгија може утицати на сан, расположење и дневне активности. 

## Дијагноза различитих врста неуралгије
Темељни преглед је предуслов за клиничке манифестације болести.  Пре свега, потребно је искључити потенцијално могући срчани удар, пнеумонију, пнеумоторакс, остеохондрозу итд. 
Нервни бол се разликује од бола који осећамо када се посечемо или опечемо (назива се ноцицептивни бол). Та врста бола је обично оштар осећај или туп бол који нестаје када се ткиво зацели.
Нервни бол се често описује као осећај пуцања, убода или печења. Кожа може утрнути на лагани додир или топле предмете. Понекад ствари које обично нису болне могу изазвати бол (нпр. контакт са постељином).
Дијагностичке методе обухватају следеће:
- ЦТ, МРИ или рендгенски снимак кичме
- лабораторијски тестови крви (општи и биохемијски);
- ултразвучна дијагностика;
- мијелографија (утврђивање стања нервних корена);
- магнетна резонанца крвних судова мозга.

## Терапија
Постоје две опције терапије: терапеутска и хируршка. 

### Медикаментна терапија
Лечење лековима је главни метод за сузбијање синдрома бола и елиминисање узрока његовог настанка. Задатак је обновити функцију нерва. На листи лекова налазе се: аналгетици, нестероидни антиинфламаторни лекови, релаксанти мишића, антиконвулзиви.
Како је лечење неуралгије сложено, оно укључује и узимање већих доза витамина Б.
Можда ће бити потребна блокада запаљеног нервног стабла, која се изводи ињекцијом, кортикостероида и локалних анестетикака који се убризгавају директно на жељену локацију - неуралгија на левој или десној страни у овом случају није битна. 

### Хируршка терапија
Хируршка интервенција код неуралгије се врши у присуству тумора, анатомских дефеката, када постоји изражен фактор компресије корена живаца. 

### Физикална терапија
За враћање функционалности користи се физикална терапија: инфрацрвена топлота, магнетотерапија, ласерска терапија.  

## Превенција неуралгије
Болест је увек лакше спречити него излечити - познато је правило медицине. Мере предострожности се састоје у благовременом јављању неурологу за било какве манифестације болести. Иако постоји неуралгија на левој или десној страни тела - болови ће бити исти. 
У циљу превенције неуралгије требало би избегавати хипотермију, стрес и ограничити вежбање на дуже време. Спорт треба да буде умерен. С обзиром на то да алкохол има токсични ефекат на тело и здравље, његов унос минимизирати или га се потпуно одрећи). 
Боравак ограничити на нормалне температурне услове, придржавати се здраве исхране, па тада нпр. неуралгија грудног коша неће показивати симптоме.

## Компликације
Свака болест носи потенцијалну опасност од компликација. Увек постоји ризик, али у овом случају је директно пропорционалан напорима да се елиминише патологија која је настала. 
Уз упалу тригеминалног нерва, пацијент можете изгубити слух, добити упалу малог мозга, атаксију (оштећење нервног система) и парезу мишића лица. 
Интеркостална неуралгија десно и лево по симптомима је интензивна, тако да се не може занемарити. Од подношљивих пароксизмалних болова, ситуација може радикално прећи у другу фазу - хроничну. На овој позадини, особа је стално у стресном стању. Чекање на нападе бола није ништа мање исцрпљујуће од њихове стварне манифестације. Ако се неуралгија не лечи, фатална компликација може бити поремећај респираторне функције, све до потпуног престанка дисања.

## Митови и опасне заблуде у лечењу неуралгије
Најопаснија заблуда је способност пацијента да ће се сам излечити. Симптоми и терапија неуралгије су медицински међусобно повезани. Ако се изабере погрешна терапију, пацијент може изгубити време и превести болест у хронично стање.
Још једно погрешно схватање је да се такве патологије појављују код људи старијих од 40-50 година. Иаком је старост један од битних фактор ризика, било која особа може пасти под утицај уобичајених узрока неуропатије (нпр. код баналне хипотермији, стреса, умора, дизања тегова итд).